# Панамская кухня
Панамская кухня (исп. Gastronomía de Panamá) — набор кулинарных традиций, характерных для Панамы. Представляет собой совокупность индейских, испанских и африканских культур и обычаев в области кулинарии. Несмотря на небольшой размер страны, имеет региональные различия.

## Традиции и особенности
Для панамской кухни характерно обширное употребление риса в различных видах. Его кладут в супы, жарят с мясом и овощами, из него делают десерты, например, рисовый пудинг. 
Также жители Панамы едят много клубней и корнеплодов, при этом картофель распространён менее, чем маниок или ямс. Популярны кукуруза, бананы, курица, мясо. Страна имеет выход сразу к двум океанам — Тихому и Атлантическому, что позволяет активно ловить и употреблять в пищу рыбу и морепродукты.
Ключевыми блюдами национальной кухни являются санкочо (суп), аррос кон фрихолес (рис и бобы) и аррос кон польо (рис с курицей).
На завтрак в Панаме принято есть жареные блюда с кукурузными лепёшками, на обед — рис, мясо, овощи и супы. Ужин, как правило, более лёгкий, чем обед, хотя в разных семьях есть свои особенности.

## Типичные блюда
- Арепа
- Манхар бланко
- Рисовый пудинг
- Санкочо
- Чичаррон